# Infrastructures ferroviaires de Saint-Denis et La Possession
 (septembre 2022).
Si vous disposez d'ouvrages ou d'articles de référence ou si vous connaissez des sites web de qualité traitant du thème abordé ici, merci de compléter l'article en donnant les références utiles à sa vérifiabilité et en les liant à la section « Notes et références ».
Les infrastructures ferroviaires de Saint-Denis et La Possession sont un ensemble d'installations liées à un ancien chemin de fer dans les communes françaises de Saint-Denis et La Possession, sur l'île de La Réunion. Elles regroupent les tunnels, ponts, rails et panneaux de signalisation ferroviaire constituant les vestiges du chemin de fer de La Réunion. Elles sont inscrites aux monuments historiques depuis le 14 mars 2014.

## Historique
La construction du réseau démarre en 1878. Le projet comprend 126 kilomètres de ligne, 41 ponts métalliques et 14 ponts en maçonnerie). La ligne ferroviaire reliant Saint-Benoît à Saint-Pierre est inaugurée en 1882.  À son inauguration, le tunnel entre Saint-Denis et La Possession est le plus long d'Europe (intercontinentale).
La liaison Sud entre Le Port et Saint-Pierre ferme en 1957. La liaison Nord entre Saint-Benoît et Saint-Denis ferme en 1963. La liaison entre Saint-Denis et La Possession ferme en 1976.
En 2007, un projet de tram-train impulsé sous le gouvernement de Villepin prévoyait de réhabiliter certains tronçons des infrastructures ferroviaires, mais ce projet est abandonné en 2010 par le gouvernement Fillon.
Les infrastructures ferroviaires de Saint-Denis et La Possession sont inscrites aux monuments historiques le 14 mars 2014.